# Pałac Sandomierski

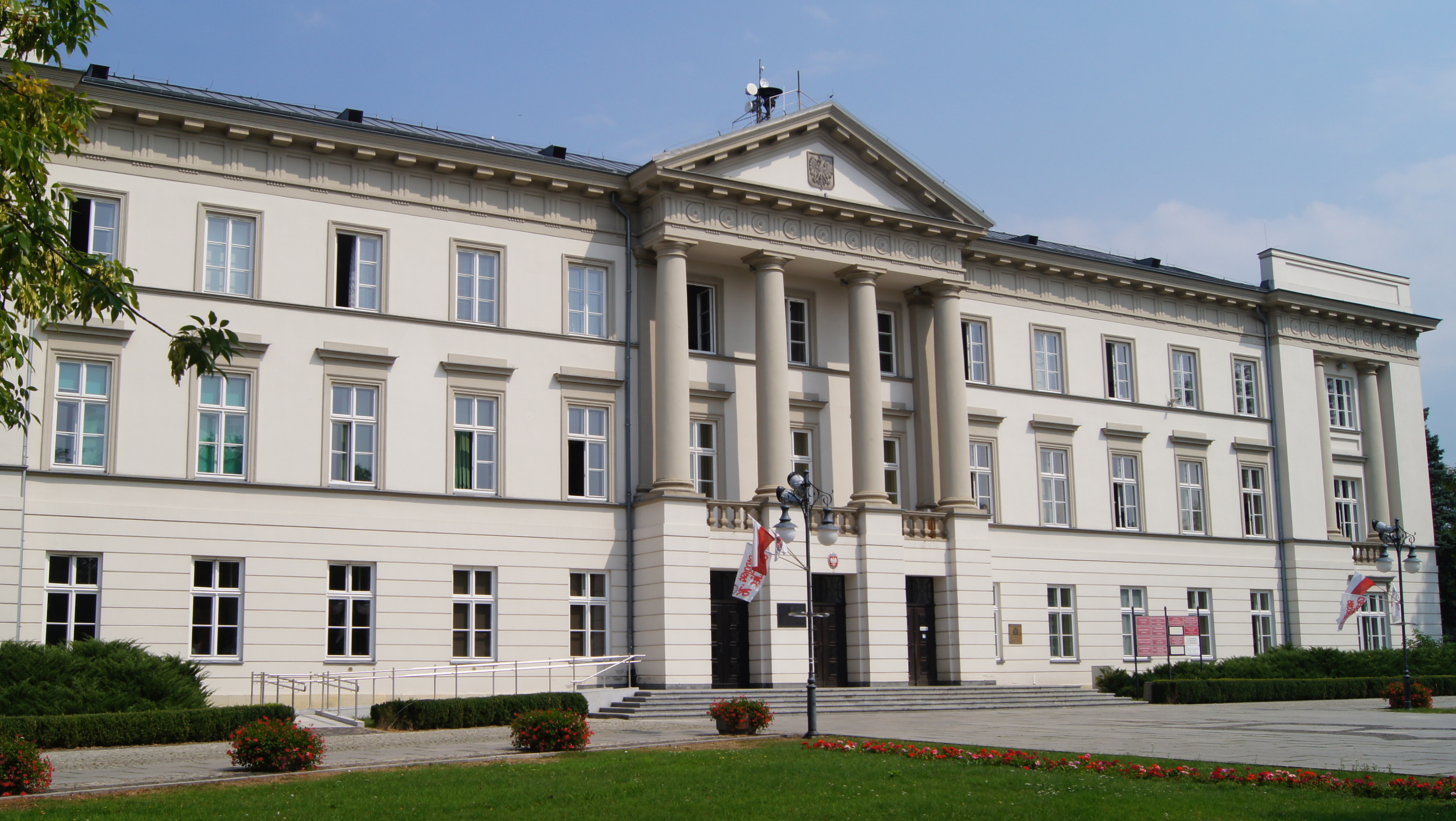
Pałac Sandomierski, Ansicht von Südwesten, 2018

Das Pałac Sandomierski (übersetzt: Sandomirer Palais) ist ein denkmalgeschütztes Palais im klassizistischen Stil in der Großstadt Radom in der Woiwodschaft Masowien in Polen. Das Gebäude wurde von 1825 bis 1827 errichtet und steht östlich der Stadtmitte an der Żeromski-Straße Nummer 53. Es war Sitz der Verwaltung der Woiwodschaft Sandomierz und später der des russischen Gouvernements Radom. Es beherbergt heute die Stadtverwaltung und die Kammer eines Gerichts.

## Lage
Südöstlich gegenüber liegt die Rogatka Lubelska (Lubliner Zollhaus), die 1840 die östliche Stadtgrenze markierte. Westlich von dieser führt die Hauptachse des Tadeusz-Kościuszko-Parks zur Kathedrale des Bistums Radom.

## Geschichte
Radom war im Königreich Polen und im Weichselgebiet des Russischen Zarenreiches ein bedeutender Verwaltungssitz und Sitz militärischer Institutionen. Radom wurde 1816 Hauptstadt der Woiwodschaft Sandomierz. Für den Bau eines Kommissiongebäudes dieser Einrichtung wies der Stadterweiterungsplan des Ingenieurs Ebertowski einen Bauplatz im Dorf Dzierzków außerhalb der damaligen Verwaltungsgrenzen der Stadt aus. Nach diesem Plan sollte die Lubliner Straße (seit 1925 Żeromski-Straße) eine neue Entwicklungsachse von Radom werden. Der italienische Architekt Antonio Corazzi erhielt 1822 den Auftrag für den Entwurf des Gebäudes. Der Bau erfolgte von 1825 bis 1827. Bauleiter war der Warschauer Unternehmer Grzegorz Bielski, die Bauaufsicht übernahm Corazzis Stefan Baliński, der in Radom zahlreiche Gebäude entwarf. Nach der Kommission der Woiwodschaft Sandomierz beherbergte das Bauwerk die Verwaltungen des Gouvernements Sandomierz (1837–1844) und des Gouvernements Radom (1844–1917). Die Stadt entwickelte sich zudem in der zweiten Hälfte des 19. Jahrhunderts zu einem Wirtschafts- und Industriezentrum.

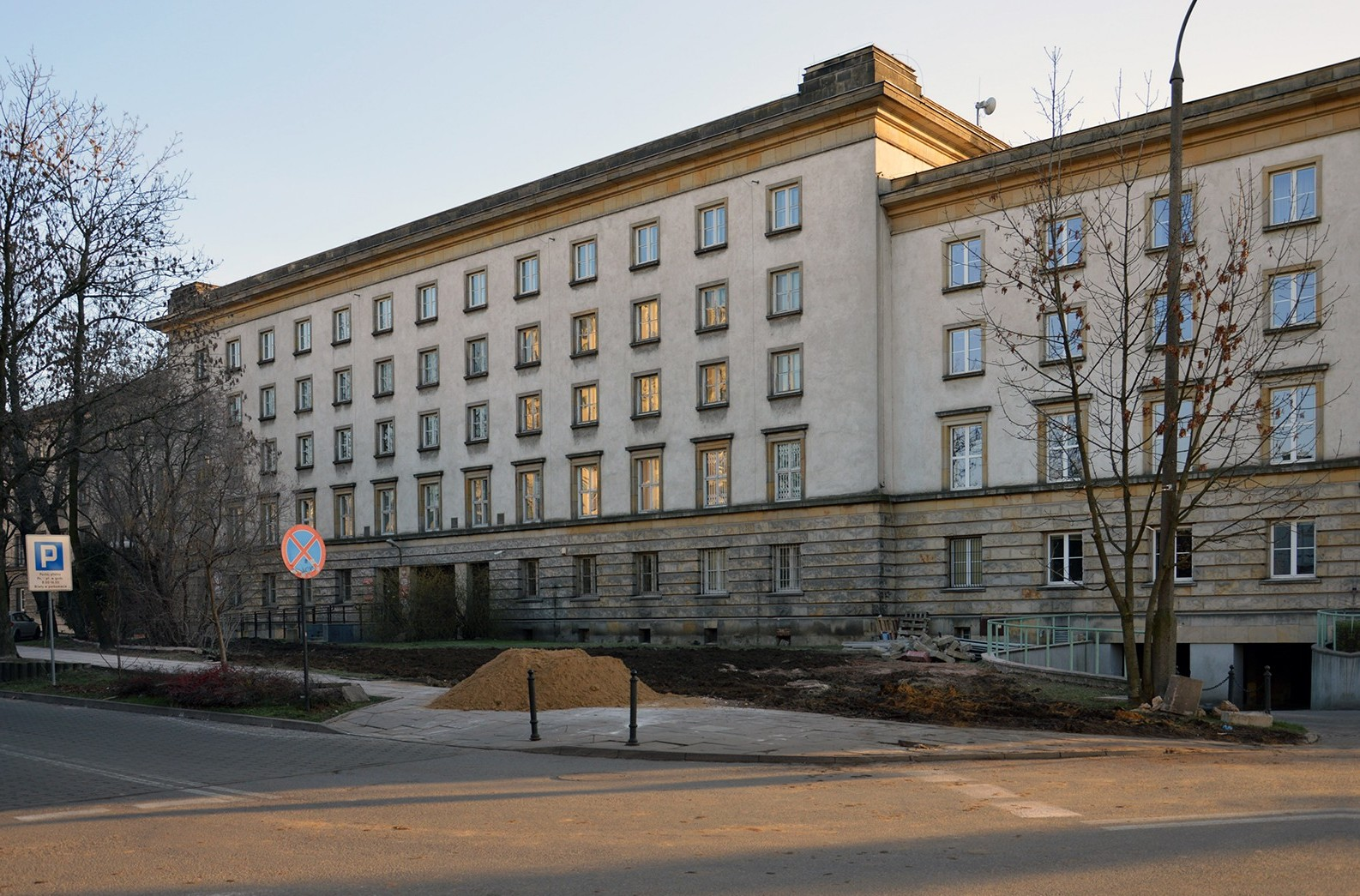
Ansicht der Nordfassade, 2015

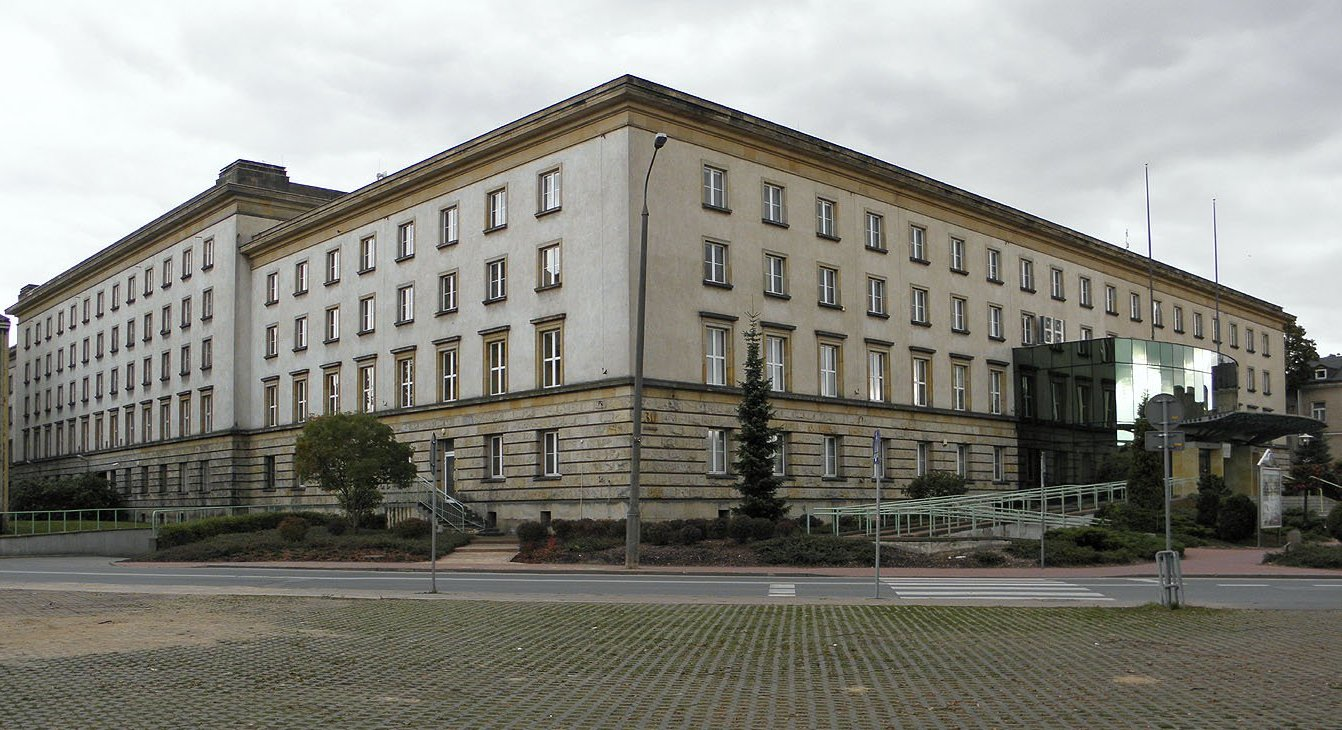
Eingang der Stadtverwaltung, 2012

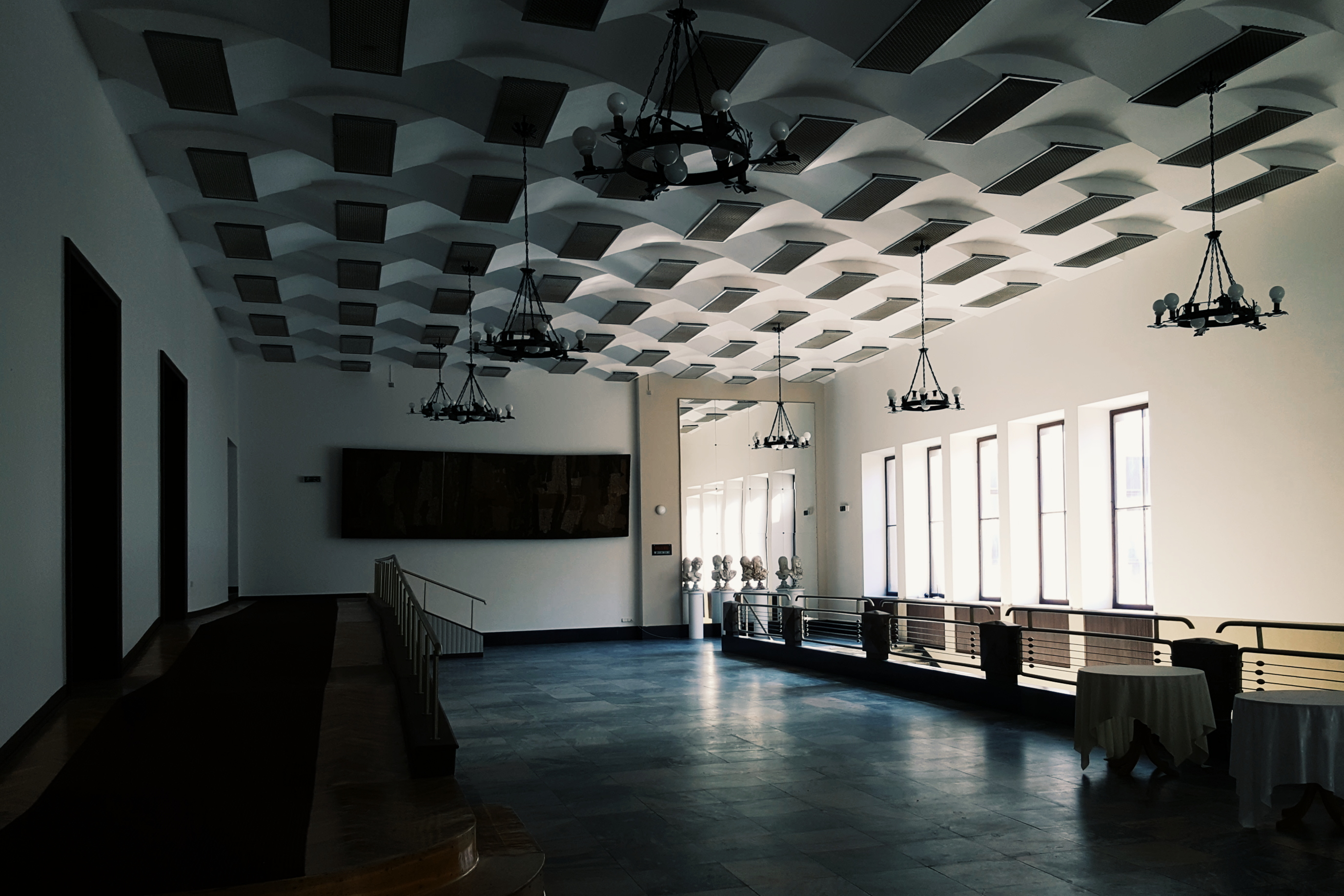
Foyer des Konzertsaals, 2017

Im Jahr 1919 kam Radom zur Woiwodschaft Kielce und wurde Sitz einer Bezirkseisenbahndirektion. Das Palais an der Lubliner Straße war Sitz der Starostei. In einem der Räume wurde am 18. März 1923 das erste Regionalmuseum eröffnet. Es wurde zwei Jahre später in das Palais Hempel verlegt.
Während der Deutschen Besetzung Polens wurde die Stadt Sitz des Distrikts Radom des Generalgouvernements. Das Gebäude wurde bis 1942 rückwärtig erweitert und erhielt an seiner Nordseite eine neue Hauptfassade in etwa doppelter Breite der Südfassade. Der Entwurf entsprach der Architektur in der Zeit des Nationalsozialismus. Die damit verbundenen städtebaulichen Pläne wurden nicht umgesetzt. Zum dritten Jahrestag der NSDAP im Generalgouvernement erschien eine Serie von fünf Briefmarken. Der mittlere Wert von 30+70 Groszy zeigte die historische Südfassade. Erstausgabetag war der 14. September 1943.
Nach Plänen des Architekten Eugeniusz Szparkowski wurde 1964 im Innenhof ein Konzertsaal erbaut. Von 1975 bis 1998 war Radom Sitz der gleichnamigen Woiwodschaft. Mit deren Auflösung wurde das Gebäude 1999 Sitz der Stadtverwaltung und eines Woiwodschaftsamt. Die moderne Eingangsfassade der Stadtverwaltung entstand im selben Jahr an der Jan-Kiliński-Straße im Westen. Hinter der historischen Front zur Żeromski-Straße ist die fünfte Kammer für Handelsrecht des Sąd Rejonowy (Kreisgericht), das ehemalige Sąd Gospodarczy (Handelsgericht), ansässig. Im Jahr 2009 wurden Renovierungsarbeiten durchgeführt.
Das Gebäude wurde letztmals am 14. April 1983 unter der Nummer 199/A/83 in das nationale Denkmalverzeichnis der Woiwodschaft eingetragen.

## Beschreibung
Das klassizistische Gebäude von 1827 ist dreigeschossig und zeigt auf 60 Metern Breite 15 Fensterachsen. Der dreiachsige Mittelrisalit wird durch einen Portikus mit vier Säulen geprägt. Das Mauerwerk im Erdgeschoss ist rustiziert. Die Nordseite hat 29 Achsen, von denen 13 auf den fünfgeschossigen Mittelrisalit entfielen. Die beiden Sockel auf dem Dach des Risalits trugen Reichsadler.